# Venice Company
Bei der Venice Company (Venedig-Kompanie) handelt es sich um eine englische Händlervereinigung unter königlichem Privileg, die zwischen 1583 und 1592 (möglicherweise auch nur bis 1589) bestand. Sie spielte eine wesentliche Rolle in der Durchsetzung englischer Handelsinteressen in den Kolonien Venedigs im östlichen Mittelmeerraum, insbesondere auf Kephalonia und Zakynthos, das zu dieser Zeit Zante genannt wurde. Dabei ging es vor allem um den Handel mit Rosinen, genauer gesagt Schwarzen Korinthen, und Olivenöl sowie Wein, der allerdings hauptsächlich von Kreta stammte. Aus einem ersten Handelsmonopol ging die Venedig-Kompanie hervor, die jedoch nach wenigen Jahren in die breiter angelegte und ausschließlich für Engländer offene Levante-Kompanie mündete.

## Einordnung
Zwischen 1555 und 1609 entstand neben der Venice Company eine Reihe von englischen Handelskompanien mit neuen Zielgebieten, wie die Muscovy Company, die Eastland Company für den Handel mit Skandinavien und dem Baltikum, die 1581 gegründete Turkey Company, die 1592 mit der Venice Company zur Levant Company verschmolzen wurde, die East India Company oder die Virginia Company, aber auch die 1585 bis 1597 bestehende Barbary Company für den Handel mit Marokko oder die 1588 entstandene Africa Company. Diese Gesellschaften sollten dem bereits seit Jahrzehnten bestehenden Handel einen organisatorischen und rechtlichen Rahmen geben und interne Auseinandersetzungen unterbinden sowie ein schlagkräftiges Bündnis der englischen Händler in den jeweiligen Großräumen zuwege bringen. Dabei waren allein vier dieser Gesellschaften im Mittelmeer tätig.
Engländer waren bereits im späten 15. Jahrhundert im Mittelmeerraum regelmäßig im Handel aktiv und traten, wenn auch noch in geringem Umfang, als Konkurrenten Venedigs auf. Dies galt etwa für die Ionischen Inseln, die bereits in den 1530er Jahren aufgesucht wurden. Doch während der heftigsten Phase des Krieges zwischen Osmanen einerseits und Venedig und Spanien andererseits, also in den Jahren 1566 bis 1573, hatten die Engländer das Handelsgebiet des Mittelmeeres weitgehend verlassen. Das Vordringen nichtvenezianischer Händler in das östliche Mittelmeer hing einerseits mit der enormen Expansion des Osmanenreichs zusammen, andererseits hatte Venedig 1533 sein staatliches Konvoi-System, die alljährlich nach Nordeuropa ausfahrenden Mudue, aufgegeben, das bis dahin den Handel mit Nordeuropa monopolisiert hatte. Darüber hinaus wurden die Kolonien in Griechenland für Venedig insofern immer wichtiger, als es 1571 Zypern an die Osmanen verloren hatte.

## Erstes Monopol unter Acerbo Velutelli (1573–1582)
Während englische Händler ab 1573 wieder in Livorno und Venedig erschienen, bestand zunächst nur ein extrem dünner Handel mit den Osmanen, der nur unter französischem Schutz vonstattenging. Kurz danach erhielt Acerbo Velutelli (in den englischen Quellen „Mr. Asharbo“), ein Händler aus Lucca, ein zehnjähriges Monopol für den Handel mit Korinthen und Olivenöl. Acerbo galt zu dieser Zeit als reichster italienischer Händler in England. Er führte Waren im Wert von 30.000 Pfund pro Jahr ein, was seinen Konkurrenten aber auch zeigte, wie ertragreich der Handel mit Rosinen und Öl sein konnte. Gegen das Monopol versuchten demzufolge sowohl die englischen Händler zu intervenieren, als auch Venedig. Dessen Gesandter in Paris, Giovanni Francesco Morosini, versicherte dem heimischen Senat, dass der englische Gesandte gern bereit sei dahingehend zu vermitteln, dass unmittelbare Kontakte zwischen dem englischen Hof und Venedig eingerichtet wurden. Doch gelang dies über Jahrzehnte nicht. Die englischen Händler ihrerseits wandten sich vor allem gegen die Abgabe (licence money), die Velutelli auf der Grundlage seines Monopols von anderen Händlern erhob, die im Mittelmeer mit „seinen“ Waren handeln wollten. Die Tatsache, dass ein Fremder Engländer in ihrem eigenen Land „besteuerte“ führte zu besonderem Unmut. Die Königin untersagte dementsprechend Velutellis Vorgehen, was aber zur Folge hatte, dass venezianische Händler für Waren aus venezianischen Kolonien Abgaben zahlen sollten. Dies war gleichfalls nicht hinnehmbar. Venedig erhob daher 1581 eine drastisch erhöhte Nuova Imposta auf Korinthen-Ausfuhren. Velutellis Position wurde politisch und wirtschaftlich unhaltbar, so dass Königin Elisabeth I. sein Privileg 1582 widerrief.

## Venice Company
Stattdessen übertrug Elisabeth im folgenden Jahr 1583 das gleiche Monopol auf eine Gruppe englischer Händler, die in der Venice Company vereinigt wurden. Velutelli wehrte sich jahrelang gegen diese Übertragung der von ihm weiterhin beanspruchten Rechte, doch stieß er auf taube Ohren, auch wenn sein Argument, die lokalen Griechen in den Kolonien hätten für die Abgabenerhöhung in Venedig gestritten, durchaus Gehör fand. Zugleich beschwerten sich die englischen Händler über die hohen Kosten, die die Dauergesandtschaft in Konstantinopel, der osmanischen Hauptstadt, verursachte. So sah man sich in London veranlasst, die englischen Händler mit dem Schwerpunkt auf den venezianischen Kolonien mit denen der übrigen Mittelmeergebiete im Januar 1592 (oder bereits 1589) zu einer einzigen Handelsgesellschaft zusammenzufassen, der Levant Company, die zunächst sogar für das „jüngst entdeckte“ Ostindien zuständig sein sollte. Die Kompanie bestand zunächst aus 53 Mitgliedern und war auf zwölf Jahre angelegt. Die Gesellschaft durfte Licences nur an Engländer und Venezianer vergeben, doch letztere sollten nur unter der Bedingung zugelassen werden, dass direkte diplomatische Kontakte zwischen London und Venedig aufgenommen wurden. Dies geschah 1603, doch die zweite Bedingung, die Aufhebung der Nuova Imposta, wurde nie erfüllt, so dass die Engländer unter sich blieben.
Bereits 1581 führte die Kompanie jährlich 10 bis 12 Schiffe, die 2550 Tonnen trugen; das größte allein 350 Tonnen. Ihre Schiffe hatten über 500 Mann Besatzung. Doch im September 1588 lief das erste Privileg der Gesellschaft aus, eine Erneuerung sollte im April 1589 erfolgen.

## Die Rolle der Ionischen Inseln
Auf Zante und Kephalonia hatten die dortigen Rectori bereits seit den 1530er Jahren immer wieder über die Handelstätigkeiten „Fremder“ geklagt (auf Kreta bereits im 15. Jahrhundert), doch ab 1580 nannten die Rectori Gabriele Emo und Alvise Lando explizit „Engländer“, gegen die eine höhere Abgabe erhoben werden sollte. Sie erklärten, dass seit 1576 jedes Jahr vier, fünf ihrer Schiffe erhebliche Mengen Korinthen ausführten. Die Nuova Imposta wurde am 26. Januar 1581 (1580 more veneto) eingeführt. Auch wurden auf Kreta die typischen englischen Ausfuhrwaren, wie Wollstoffe und Zinn, höher mit Abgaben belastet. Darüber hinaus sollten bereits eingegangene Partnerschaften gemeldet und binnen sechs Monaten beendet werden.
In Venedig fürchtete man, dass England zum Vermittler des Handels zwischen dem Osmanenreich und Nord- sowie Westeuropa aufsteigen könnte. Schon seit den Bankrotten der 1570er Jahre, die mehrere venezianische Unternehmen in London getroffen hatten, war die Mehrheit der Untertanen Venedigs, die sich in der englischen Hauptstadt aufhielten, griechischer Abstammung. Zuanne da Riviera vertrat als Agent die beiden maßgeblichen Familien von Zante, nämlich die Familien der Sumacchi und der Seguro. Darüber hinaus vertrat er einige wenige Familien von Kreta, insbesondere Theodorin Lombardo. Außerdem waren zwei Brüder, die Cittadini Giacomo und Placido Ragazzoni involviert. Diese unterhielten nämlich gute Kontakte sowohl zu englischen als auch Florentiner Händlern, denen Filippo und Bartolomeo Corsini vorstanden. Die Griechen brachten zugleich ihre guten Kontakte zu venezianischen und portugiesischen Juden in das Handelsnetzwerk ein, was im Zusammenhang mit dem Konflikt zwischen Spanien, wo die Juden 1492 ausgewiesen worden waren, und England enorme Risiken barg, wie Untersuchungen und Requirierungen in Palermo und Cadíz belegen. Schiffe der Griechen und Juden standen immer wieder in Verdacht für Engländer oder mit englischen Waren zu handeln, oder aber Waren aus dem Mittelmeer nach London zu verfrachten. 